# 4-та армия (Германия)
4-та армия (на немски: 4. Armee) е полева армия от сухопътните войски, която воюва през Първата и Втората световна война.

## Първа световна война
В самото начало на Първата световна война 4-та армия, заедно с 5-а армия, оформя центъра на германската атака на Западния фронт и според Шлифенския план се движат по направление Люксембург и Белгия. Много скоро побеждава Белгийската армия на границата, след което продължава да се движи по посока на ардените, където се среща с Британския експедиционен корпус.

### Командири
- Генерал-полковник Албрехт Вюртембергски (2 август 1914 – 25 февруари 1917)
- Генерал от пехотата Фридрих Сикст фон Арним (25 февруари 1917 – 22 ноември 1918)

## Втора световна война
След началото на Втора световна война през 1939, командването и поема фелдмаршал Гюнтер фон Клуге. Първото си участие тя прави в Полската кампания през септември същата година като част от Група армии „Север“, но под командването на фелдмаршал Теодор фон Бок.
Армията включва в личния си състав II и III армейски корпус, като всяка от тях има по две дивизии.
XIX армейски корпус има две и една моторизирани дивизии, а 1-ви граничен корпус има една пехотна дивизия и още две в резерва.
Натоварена със задачата да навлезе в Полския коридор и по този начин да свърже отново двете области между Нацистка Германия и Източна Прусия, тя се разделя на две части като едната атакува южно в Померания и се присъединява към други германски части във Варшава. 4-та армия завършва задачата си без никакви затруднения.

### Битка за Франция
По време на атаката на Ниските земи и Франция, армията е зачислена към щаба на фелдмаршал Герд фон Рундщет, командир на Група армии „А“, която се движи по-посока на Белгия от река Рейн. Заедно с други немски части тя си пробива път през Линия КВ и приключва с улавянето на съюзническите части във Франция.
Фелдмаршал Ервин Ромел, който се намираше на една позиция под Клуге също допринесе много за неговата победа, а Глуге, който по това време бил генерал от артилерията е повишен директно в чин фелдмаршал, както и много други офицери.

### Инвазията в Съветския съюз
Армията взима също участие и в Операция Барбароса през 1941 г. като част от фон Бок, командващ Група армии „Център“. Тяхната първоначална цел е да уловят колкото се може повече съветски войски в капана си от всички флангове на Минск. Армията се представя много добре и след това активно участва в Нападението над Смоленск въпреки лошата пътна мрежа, която допринася много за забавянето на двете армии. От 19 декември 1941 г. Клуге подава оставката си заедно с фон Бок и фелдмаршал Валтер фон Браухич, за което бива заменен от генерал Лудвиг Кюблер.
Година по-късно след началото на Операция Блау цялата Група армии „Център“, както и 4-та армия нямат много сражение, поради причината, че другите съветски войски били съсредоточени в отбраната на Юга. Въпреки това от 1943 г. Група армии „Център“ трябва да направи пълно отстъпление, от което 4-та армия се връща в по задни позиции.
През есента на същата година стартира и Съветската кампания (Операция Суворов), още известна като „Битка на шосето“, която принуждава 4-та армия да се върне още по назад към Орша и Витебск.

### Операция Багратион
През лятото на 1944 г. армията все още има защитни позиции източно от Орша и Могильов в Беларуска ССР. Първата съветска лятна офанзива за тази година е Операция Багратион, която се оказава пагубна за Германските въоръжени сили (Вермахт), и особено за 4-та армия. Огромната съветска атака започнала на 22 юни, когато се забелязало, че почти цялата германска армия е в капан, окупана в един джоб източно от Минск и през първата седмица на юли повечето армии са унищожени както и половината от Група армии „Център“.
Много малко части успяват та избягат на запад; тези армии, който успяват да избягат са участвали в отчаяния опит да стабилизират немската фронтова линия до края на лятото, след което 4-та армия се нуждае от пълно възстановяване.

### Източна Прусия
След края на 1944 и началото на 1945 г. командването на армията поема генерал от пехотата Фридрих Хосбах, който е натоварен със задачата да защитава границата на Източна Прусия. Съветската Източно-Пруска офанзива стартирала на 13 януари през същата година с което 4-та армия трябвало да се мести постоянно назад към брега на Балтийско море за период от две седмици, за да не бъде застрашена от обкръжаване. Генерал Хосбах и ново-назначения командира на Група армии „Център“ Георг-Ханс Райнхарт усилено се опитват да пробият отбраната на Източна Прусия като атакуват към Елбинг, но атаката бива няколко пъти отблъсната (за което са снети от командните си постове) с постоянни контраатаки, от което 4-та армия отново е обградена.
През март армията е тотално смазана от силните съветски атаки по крайбрежието на Висланската лагуна. Малкото войски, които са останали след съветските атаки в областта на Източна Прусия се обединяват в една под командването на Дитрих фон Заукен, който се предава на Червената армия през май в последния ден от Голямата война.

## Командири
- Фелдмаршал Гюнтер фон Клуге – (1 декември 1938 – 19 декември 1941)
- Генерал от планинските войски Лудвиг Кюблер – (19 декември 1941 – 20 януари 1942)
- Генерал-полковник Готард Хайнрици – (20 януари 1942 – 6 юни 1942)
- Генерал-полковник Ханс фон Салмут – (6 юни 1942 – 15 юли 1942)
- Генерал-полковник Готард Хайнрици – (15 юли 1942 – юни ? 1943)
- Генерал-полковник Ханс фон Салмут – (юни ?, 1943 – 31 юли 1943)
- Генерал-полковник Готард Хайнрици – (31 юли 1943 – 4 юни 1944)
- Генерал от пехотата Курт фон Типелскирх (4 юни 1944 – 30 юни 1944)
- Генерал-лейтенант Винценц Мюлер – (30 юни 1944 – 7 юли 1944)
- Генерал от пехотата Курт фон Типелскирх – (7 юли 1944 – 18 юли 1944)
- Генерал от пехотата Фридрих Хосбах – (18 юли 1944 – 29 януари 1945)
- Генерал от пехотата Фридрих-Вилхелм Мюлер – (29 януари 1945 – 27 април 1945)

|  | Тази страница частично или изцяло представлява превод на страницата 4th Army в Уикипедия на английски. Оригиналният текст, както и този превод, са защитени от Лиценза „Криейтив Комънс – Признание – Споделяне на споделеното“, а за съдържание, създадено преди юни 2009 година – от Лиценза за свободна документация на ГНУ. Прегледайте историята на редакциите на оригиналната страница, както и на преводната страница, за да видите списъка на съавторите. ВАЖНО: Този шаблон се отнася единствено до авторските права върху съдържанието на статията. Добавянето му не отменя изискването да се посочват конкретни източници на твърденията, които да бъдат благонадеждни. |